# Tiệm cầm đồ

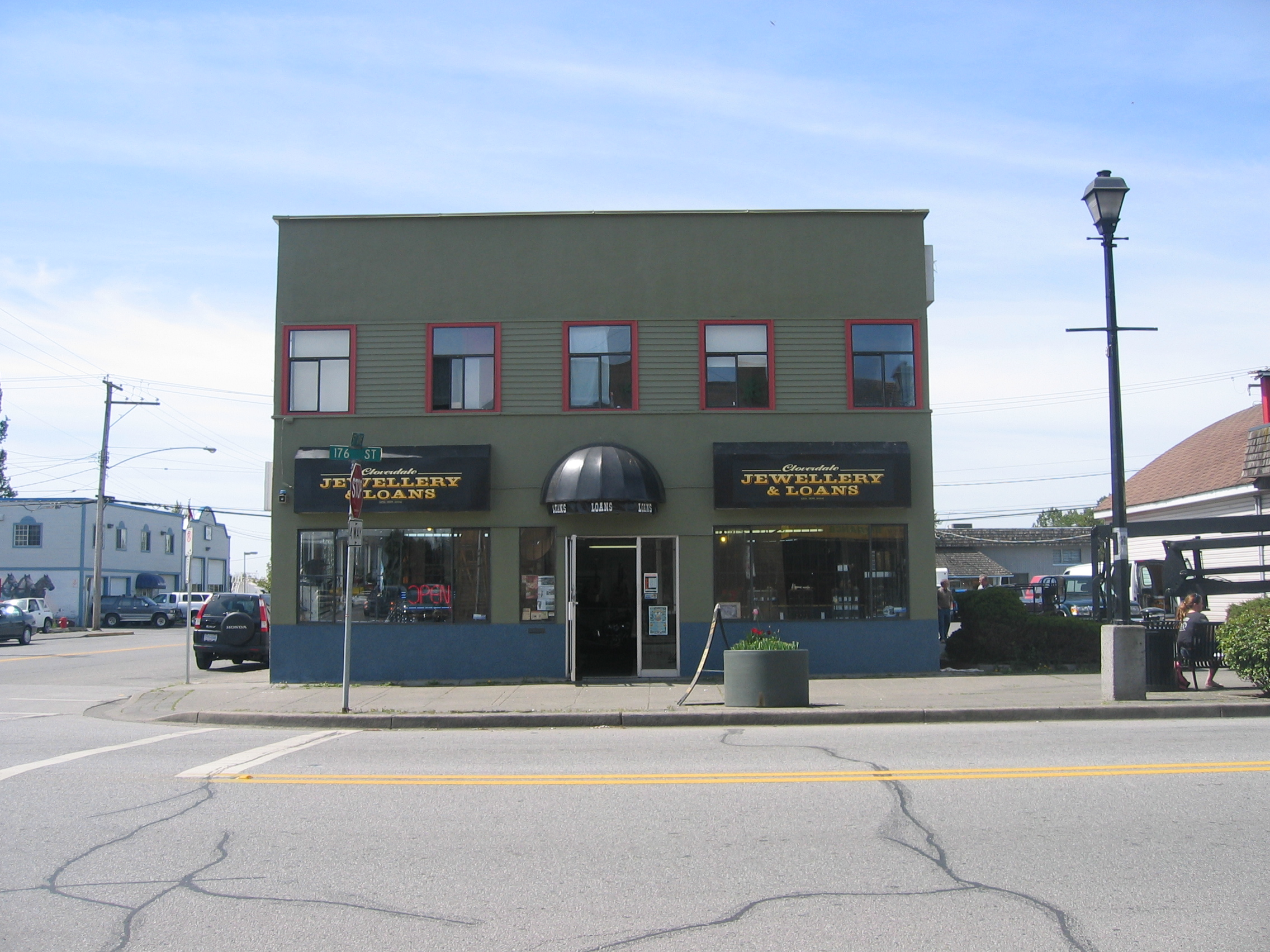
Một tiệm cầm đồ

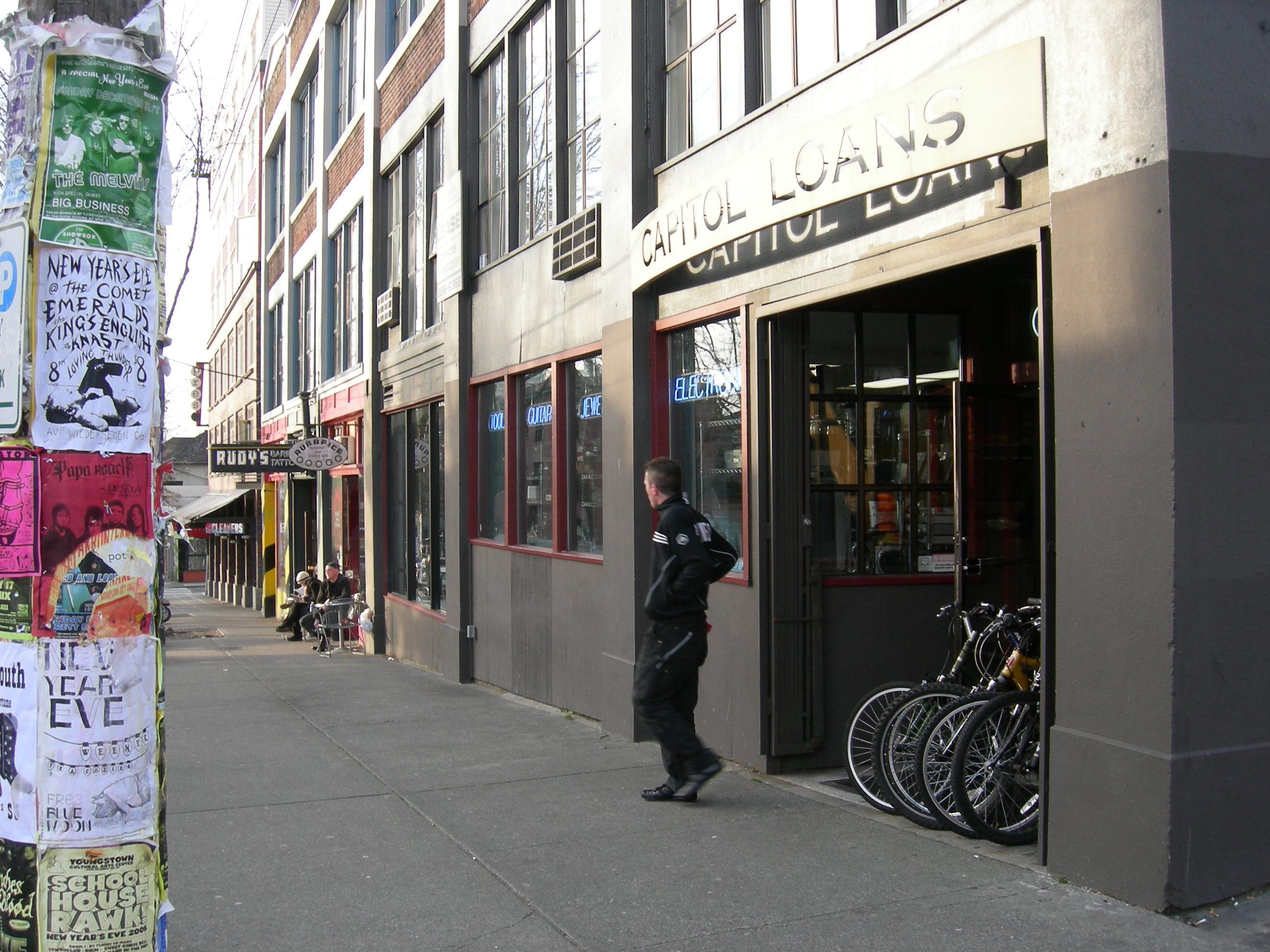
Một tiệm cầm đồ ở Mỹ

Tiệm cầm đồ hay cửa hiệu cầm đồ là loại hình kinh doanh dịch vụ cho vay vốn thông qua việc cung cấp các khoản vay bảo đảm cho khách hàng trên cơ sở cầm cố, theo đó khách hàng sẽ nhận được một khoản tiền vay, bù lại họ phải cầm cược lại các tài sản của họ được sử dụng làm tài sản cầm cố hoặc sử dụng các loại giấy tờ có giá để thế chấp. Những loại hình cửa hàng này thường do một cá nhân (ông/bà chủ tiệm) đứng ra tổ chức.
Lãi suất khi cầm đồ thường do các bên thỏa thuận nhưng thông thường là do tiệm cầm đồ ấn định vì thông thường những người cầm đồ thường khó khăn về kinh tế (như thiếu tiền, cần vay nóng) hoặc mong muốn tiêu thụ tài sản (thường là tài sản phi pháp) và lãi suất thường cao hơn lãi suất của ngân hàng ấn định, thậm chí là lãi suất cắt cổ theo kiểu lãi suất chợ đen. Sau thời hạn ấn định sẵn mà khách hàng không đến chuộc đồ thì xem như đồ cầm cố thuộc về chủ tiệm.

## Đối tượng cầm
Ngoài những tài sản cá nhân phong phú, đa dạng, các tiệp cầm đồ sẵn sàng nhận thế chấp các giấy tờ nhà, bên cạnh đó các tiệm cầm đồ còn có rất nhiều là đồ ký gửi của giới sinh viên, từ đồ dùng của sinh viên như điện thoại, máy vi tính, máy nghe nhạc, xe máy… đến chứng minh nhân dân, thẻ sinh viên, bằng tốt nghiệp đại học.... Sở dĩ các tiệm cầm đồ này được giới sinh viên "ưa chuộng", vì mức lãi suất cũng "dễ thở", từ 10 - 15%. Những thứ đồ như xe máy, điện thoại… thường khách hàng không lấy lại.
Đồ chuộc lại chủ yếu là chứng minh nhân dân, thẻ sinh viên, bằng tốt nghiệp đại học, một phần vì những giấy tờ này ký gửi số tiền không nhiều, một phần do đây là những vật quan trọng. Những đồ ký gửi của sinh viên phần lớn không phải đồ có giá trị cao, nên đa phần họ không lấy lại.
Nhiều trong số mặt hàng cầm đồ là những tài sản do phạm pháp mà có và vô hình trung tiệm cầm đồ có thể là nơi tiêu thụ hàng gian

## Ở Việt Nam
Ở Việt Nam, sau những mùa giải bóng đá nhịp điệu hoạt động của các tiệm cầm đồ cũng lắng xuống, bởi dân cá độ đang trong giai đoạn hết tiền nhưng đây lại chính là thời điểm thanh lý hàng tồn của các tiệm cầm đồ. Nhiều chủ tiệm cầm đồ, dù có kinh nghiệm nhưng đôi lúc vẫn bị hớ khi nhận đồ cầm cố thấp hơn giá trị thực của chúng trên thị trường, nhất là với những đồ nhạy cảm như điện tử, điện thoại, đá quý...
Hoạt động của tiệm cầm đồ tại Thành phố Hồ Chí Minh diễn ra rất sôi động, nếu chỉ tính một tiệm cầm đồ thực hiện giao dịch 10 triệu đồng/ngày, số tiền lưu chuyển qua các tiệm cầm đồ ở đây lên đến hàng chục tỷ đồng/ngày. Thế nhưng, hoạt động của rất nhiều các tiệm cầm đồ hiện nay lại rất mù mờ, không chỉ gây thiệt hại cho khách hàng mà có thể còn tiếp tay cho những hoạt động phạm pháp  Theo quy định hiện hành, lãi suất cầm đồ động sản không quá 3%/tháng, trường hợp cho vay dưới 10 ngày, lãi suất không quá 0,3%/ngày. Với những trường hợp hàng hóa, tài sản đem cầm có giá trị từ trên 500.000 đồng, khi thanh lý phải thực hiện bằng hình thức đấu giá công khai theo quy định của pháp luật.
Việc cấp phép đăng ký kinh doanh dịch vụ cầm đồ hiện nay do Sở Kế hoạch và Đầu tư Thành phố Hồ Chí Minh thực hiện, sau đó doanh nghiệp hoạt động như thế nào thì quận, huyện có chức năng quản lý trên địa bàn, phối hợp và từ việc quản lý mù mờ, pháp luật không nghiêm chính là nguyên nhân gây ra nhiều sai phạm trong lĩnh vực cầm đồ. Trên thực tế, không chỉ "ép" khách hàng, không ít tiệm cầm đồ còn sẵn sàng "chơi" luôn hàng gian, hàng trộm cướp, chưa kể đến nhiều vụ án nghiêm trọng thường xuyên xảy ra tại tiệm cầm đồ được dư luận quan tâm và báo giới phản ánh

## Hình ảnh

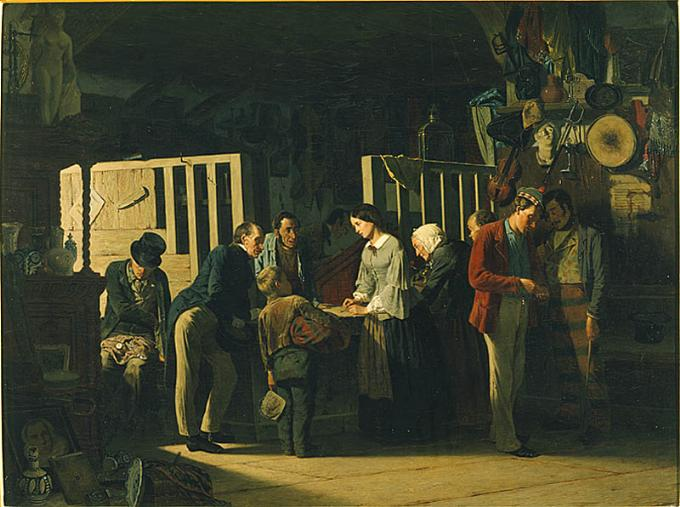
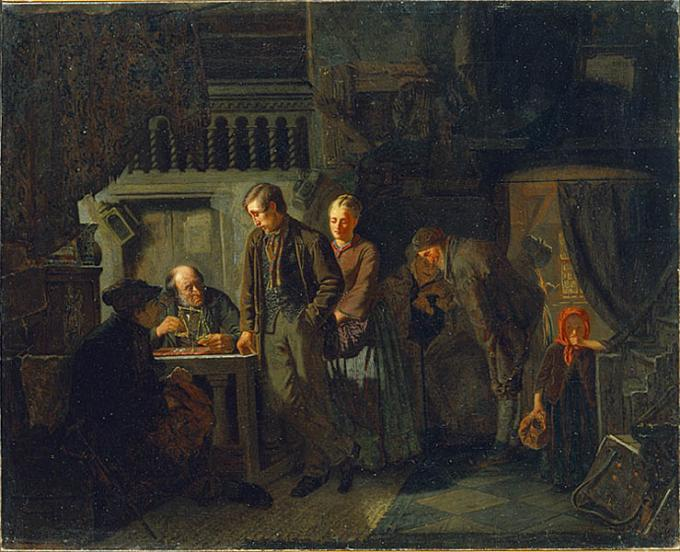
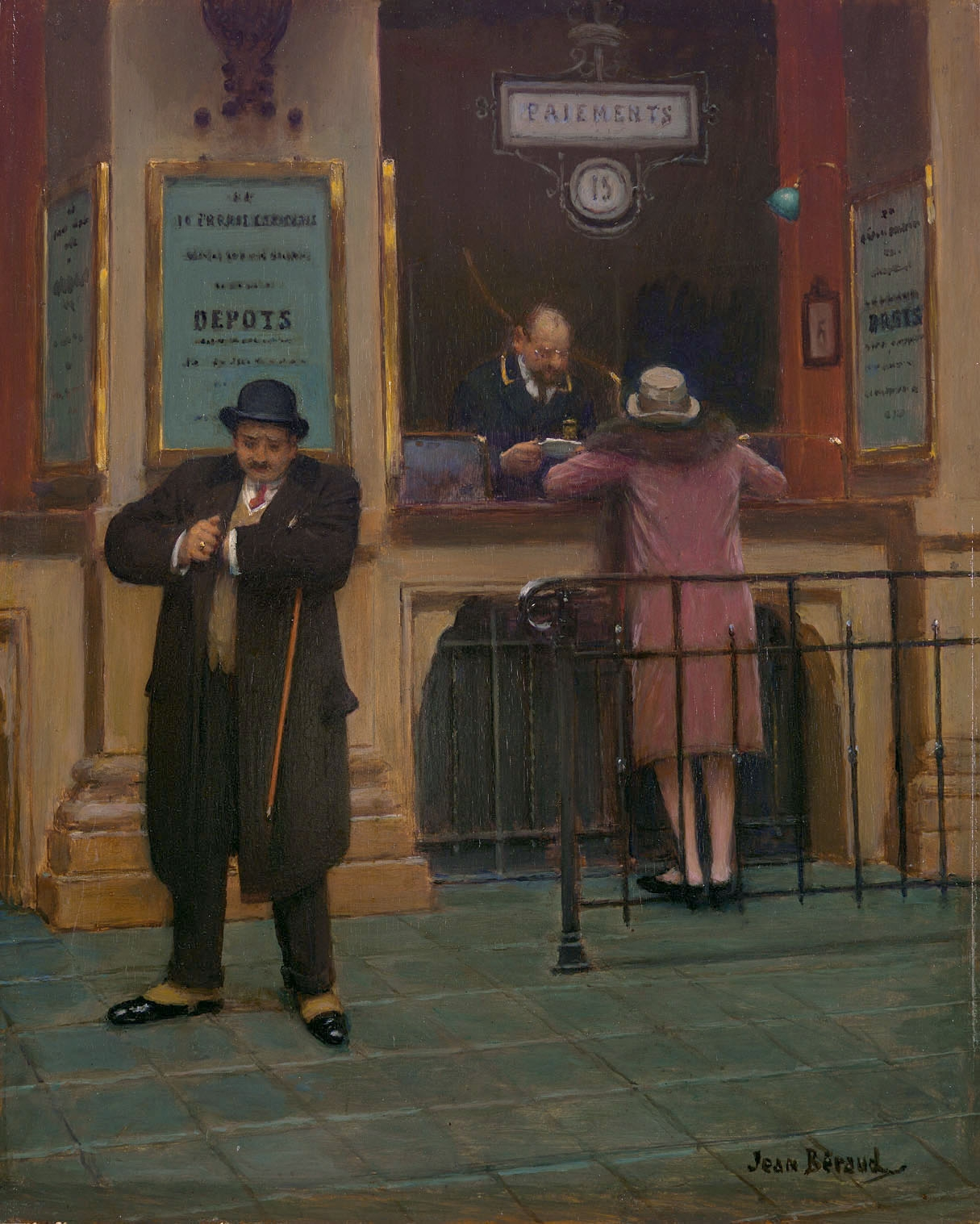